# Układ plasma focus
Układ plasma focus – rodzaj eksperymentalnego zespołu urządzeń służących w fizyce plazmy do koncentrowania i podgrzewania plazmy. Umożliwiają przeprowadzanie mikrosyntezy termojądrowej w warunkach laboratoryjnych.
Układ plasma focus pozwala na skupienie plazmy w ognisku o wielkości rzędu pojedynczych milimetrów, które to ognisko jest podgrzewane przez skoncentrowanie na nim wiązek laserowych. Umożliwia to podgrzanie plazmy do temperatur na poziomie 20-30 milionów °C, przy gęstości rzędu 1019 cząstek/cm³.
W Polsce pierwsze takie układy, PF-20, powstały w latach 60. XX wieku w Instytucie Problemów Jądrowych. Jego następca, PF-150, o energii 150 kJ, powstał na początku lat 70. XX wieku. Zbudowany przez Instytut Badań Jądrowych i uruchomiony w zakładzie fizyki jądrowej Wojskowej Akademii Technicznej. Przeprowadzono na nim w 1973 pierwszą w Polsce reakcję mikrosyntezy termojądrowej. Wspólne badania IBJ i WAT kontynuował, powstały w 1976, Instytut Fizyki Plazmy i  Laserowej Mikrosyntezy.